# Eugeniusz Olejarczyk
Eugeniusz Olejarczyk, pseud. Siczka (ur. 26 lutego 1961 w Ustrzykach Dolnych) – polski gitarzysta, wokalista, kompozytor oraz autor tekstów i lider zespołu punkrockowego KSU.

## Życiorys
Uczył się w szkole zawodowej, po ukończeniu szkoły pracował w stolarni Kombinatu Budownictwa Komunalnego przy ul. Fabrycznej w Ustrzykach Dolnych. Z kombinatu został zwolniony jesienią 1980 roku w wyniku samowolnego przedłużenia urlopu wypoczynkowego. W 1978 roku był jednym ze współzałożycieli zespołu KSU, od początku istnienia zespołu grał na gitarze. Ze względu na działalność w KSU oraz wspieranie ruchu Wolnej Republiki Bieszczad był obserwowany przez Służbę Bezpieczeństwa i Milicję Obywatelską. Podczas stanu wojennego pracował jako organizator dyskotek. Pod koniec 1982 roku został kierownikiem świetlicy w Brzegach Dolnych . Jesienią 1983 roku otrzymał powołanie do Pierwszego Warszawskiego Pułku Czołgów Średnich im. Bohaterów Westerplatte. Podczas odbywania służby wojskowej skomponował utwory: „1944”, „Po drugiej stronie drzwi”, „Umarłe drzewa”, „Skazany na 716 dni”. W następnych latach kontynuował działalność zespołu. 22 sierpnia 2008 roku, z okazji 30-lecia KSU otrzymał list gratulacyjny od burmistrza Ustrzyk Dolnych za promocję miasta i Bieszczadów.

## Dyskografia
- Siczka & Para Wino – Okrutny Świat (1993, Mega Czad)[11]

## Filmografia
- „KSU – legenda Bieszczad, legenda rocka” (2007)[12]
- „Idź pod prąd” – (2024)[12]